# Juego de señalización

Una forma amplia representación de un juego de señalización

Un juego de señalización es un juego secuencial y bayesiano con dos jugadores, el emisor (S) y el receptor (R). El remitente tiene un cierto tipo, t, que viene dado por la naturaleza. El remitente observa su propio tipo, mientras que el receptor no conoce el tipo del remitente. Con base en el conocimiento de su propio tipo, el remitente decide enviar un mensaje de un conjunto de mensajes posibles  M = {m1, m2, m3,..., mj}. El receptor observa el mensaje pero no el tipo de remitente. A continuación, el receptor elige una acción de un conjunto de acciones factibles  A = {a1, a2, a3,...., ak}. Los dos jugadores recibirán recompensas dependiendo del tipo del remitente, el mensaje elegido por el remitente y la acción elegida por el receptor. Un juego relacionado es un juego de escaneo en lugar de elegir una acción basada en una señal, el receptor da las propuestas al remitente basado en el tipo del remitente sobre el cual tiene algún control.
Los juegos de señalización se introdujeron por In-Koo Cho y David M. Kreps en un artículo de 1987.

## Señalización costosa frente a Señalización libre de costos
Uno de los principales usos de los juegos de señalización, tanto en la economía y la biología ha sido determinar en qué condiciones la señalización honesta puede ser un equilibrio del juego. Es decir, bajo qué condiciones podemos esperar que las personas racionales o animales sujetos a la selección natural puedan revelar información sobre sus tipos verdaderos.
Si ambas partes han coincidido en interés, es decir que ambos prefieren los mismos resultados en todas las situaciones, la honestidad es un equilibrio. Sin embargo, si los intereses de las partes no se solapan perfectamente, entonces el mantenimiento de los sistemas de señalización informativa plantea un problema importante.
Considere la posibilidad de una circunstancia descrita por John Maynard Smith en cuanto a la transferencia entre individuos emparentados. Supongamos que un emisor de señales puede estar muriendo de hambre o solamente con un poco de hambre, y puede señalar este hecho a otra persona que tiene una comida. Supongamos que le gustaría tener más alimentos, independientemente de su estado, y que el individuo con la comida solo quiere darle la comida si se está muriendo de hambre. Si bien ambos jugadores tienen intereses idénticos cuando el señalizador se muere de hambre, ellos tienen intereses opuestos si solo tiene un poco de hambre. Cuando el emisor de señales tiene hambre tiene un incentivo para mentir sobre su necesidad con el fin de obtener el alimento.

## Equilibrio bayesiano perfecto
El concepto de equilibrio que es relevante para los juegos de señalización es el equilibrio bayesiano perfecto. El Equilibrio bayesiano perfecto es un refinamiento del equilibrio bayesiano de Nash , que es una extensión del equilibrio de Nash para juegos de información incompleta. El equilibrio bayesiano perfecto es el concepto de equilibrio relevante para juegos dinámicos con información incompleta.

### Definición de equilibrio bayesiano perfecto del juego de señalización
Un remitente de tipo {\displaystyle t_{j}} envía un mensaje {\displaystyle m^{*}(t_{j})} en el conjunto de distribuciones de probabilidad sobre M. {\displaystyle m(t_{j})} representa las probabilidades de que tipo {\displaystyle t_{j}} se llevará a cualquiera de los mensajes de M. El receptor observa el mensaje m toma una acción {\displaystyle a^{*}(m)} en el espacio de las distribuciones de probabilidad sobre A.

#### Requisito 1
El receptor debe tener una creencia acerca de que los tipos se han enviado mensaje m. Estas creencias se pueden describir como una distribución de probabilidad {\displaystyle \mu (t_{i}|m)}, La probabilidad de que el remitente ha escriba {\displaystyle t_{i}} si elige mensaje {\displaystyle m}. La suma de todos los tipos {\displaystyle t_{i}} de estas probabilidades tiene que ser 1 condicional en cualquier mensaje {\displaystyle m}.

### Requisito 2
La acción que el receptor elige debe maximizar la utilidad esperada del receptor dado sus creencias acerca de qué tipo podría haber enviado el mensaje {\displaystyle m}, {\displaystyle \mu (t|m)}. Esto significa que la suma 
{\displaystyle \sum _{t_{i}}\mu (t_{i}|m)U_{R}(t_{i},m,a)}
se maximiza. La acción {\displaystyle a} que maximiza la suma es {\displaystyle a^{*}(m)}.

### Requisito 3
Para cada tipo,{\displaystyle t} , El emisor decide enviar el mensaje {\displaystyle m^{*}} que maximiza la utilidad del remitente {\displaystyle U_{S}(t,m,a^{*}(m))} dada la estrategia elegida por el receptor, {\displaystyle a^{*}}.

### Requisito 4
Para cada mensaje m el remitente puede enviar, si existe un tipo {\displaystyle t} de tal forma que {\displaystyle m^{*}(t)} asigna probabilidad estrictamente positiva a M (es decir, para cada mensaje que se envía con probabilidad positiva), la creencia de que el receptor tiene sobre el tipo de remitente si se observa mensaje {\displaystyle m}, {\displaystyle \mu (t|m)} satisface la ecuación (regla de Bayes)
{\displaystyle \mu (t|m)=p(t)/\sum _{t_{i}}p(t_{i})}
Los equilibrios bayesianos perfectos en un juego de este tipo pueden ser divididos en tres categorías diferentes, poniendo en común los equilibrios, semi-puesta en común (también llamado semi-separación), y la separación de los equilibrios. Un equilibrio agrupador es un equilibrio en el que los remitentes con diferentes tipos todos eligen el mismo mensaje. Un equilibrio semi-puesta en común es un equilibrio en el que algunos tipos de remitentes eligen el mismo mensaje y otros tipos eligen diferentes mensajes. Un equilibrio separador es un equilibrio en el que los remitentes con diferentes tipos siempre elegir diferentes mensajes. Por lo tanto, si hay más tipos de actores que los que hay mensajes, el equilibrio puede nunca ser un equilibrio separador (pero puede ser equilibrios semi-separación).

## Aplicaciones de juegos de señalización
Los juegos de señalización describen situaciones en las que un jugador tiene información que el otro jugador no tiene. Estas situaciones de información asimétrica son muy comunes en la economía y en la biología del comportamiento.

### Economía
La primera aplicación de los juegos de señalización aplicados a los problemas económicos fueron planteados por Michael Spence en el modelo de señalización del mercado de trabajo. Spence describe un juego en el que los trabajadores tienen una cierta capacidad (alta o baja) que el empleador no lo sabe. Los trabajadores envían una señal por la elección de la educación. El costo de la educación es mayor para un trabajador de baja capacidad, que para un trabajador de alta capacidad. Los empleadores observan la educación de los trabajadores, pero no su capacidad, y optan por ofrecer al trabajador un salario alto o bajo. En este modelo se supone que el nivel de la educación no hace que la alta capacidad del trabajador, sino que solo los trabajadores con alta capacidad son capaces de alcanzar un determinado nivel de educación, sin que sea más costoso que su aumento de salario. En otras palabras, los beneficios de la educación son solo superiores a los costes para los trabajadores con un alto nivel de capacidad, por lo que solo los trabajadores con una alta capacidad reciben educación.